# Sith
I Sith sono una setta monastica immaginaria facente parte dell'universo fantascientifico di Guerre stellari. I suoi membri sono una cerchia ristretta di individui sensibili a una forma di energia cosmica nota come Forza; da essa i Sith traggono poteri sovrumani come telecinesi, precognizione e un generale aumento delle abilità fisiche. Pur con marcate differenze di intenti, i Sith perseguono un obiettivo di dominio sulla galassia e di vendetta nei confronti dei loro arcinemici Jedi.
I Sith utilizzano il lato oscuro della Forza, dando fondo a emozioni negative come odio, rabbia e aggressività, per aumentare il loro potere e purgare il mondo dagli indegni. La loro volontà di dominio li porta a desiderare il potere sopra ogni cosa, ricorrendo alla forza, a sotterfugi e all'astuzia per ottenere i loro scopi. La filosofia Sith ruota attorno a uno stato di conflitto costante, egoismo, avarizia e vendetta, che portano alla sopravvivenza del più forte.
I Sith sono presenti in molte opere del franchise e figurano tra i principali antagonisti della saga. Alcuni dei personaggi più conosciuti della serie, tra cui Dart Fener, Palpatine, Darth Maul e il Conte Dooku, appartengono a questo gruppo e hanno contribuito a renderlo popolare.

## Creazione e sviluppo
I Sith vennero ideati da George Lucas durante la stesura del film Guerre stellari. Nella prima sceneggiatura del 1974 figuravano come una setta di guerrieri nemici giurati dell'ordine dei Jedi, che hanno aiutato il corrotto imperatore a dare la caccia e a sterminare i loro rivali. In questa forma i Sith non erano ancora un oscuro e malvagio culto mistico come nella versione finale del film, ma una banda di pirati mercenari, la cui lealtà è volatile e subordinata a questioni di interesse personale e di rispetto tra le parti. Vennero invece delineate già in questa fase alcune delle caratteristiche che accompagneranno i Sith nell'opera finale, ovvero un aspetto minaccioso, il fatto di vestire di nero e il nome dell'ordine, sebbene Lucas avesse per un periodo preso in considerazione anche "Legions of Lettow".
Nella seconda sceneggiatura del 1975 Lucas introdusse il concetto di un'energia vitale chiamata Forza, e, come per i Jedi, fece acquistare anche ai Sith dei poteri sovrannaturali. Per rafforzare la loro immagine di cattivi, inoltre, l'autore pensò di dare loro delle facce orribili e raccapriccianti, come quella di Linda Blair nel film L'esorcista. Infine, nella sceneggiatura finale, tutti gli altri Sith vennero rimossi e fu mantenuto solo Dart Fener, un Jedi rinnegato indicato come "signore dei Sith". Questo titolo onorifico comparve per la prima volta nell'adattamento cartaceo del 1976 Guerre stellari in riferimento al personaggio, ma è assente nel film e nei successivi della trilogia originale.
I Sith furono inclusi e menzionati come tali in molte opere dell'Universo espanso, ma il termine fece il suo debutto nei film della serie solo nel 1999 con La minaccia fantasma. La pellicola fissò il retroterra dei Sith e la loro origine, oltre a formulare per la prima volta la regola dei due, secondo la quale in ogni momento esistono solo due esponenti dell'ordine, un maestro e un apprendista. "Darth", inoltre, che era in origine il nome e poi il titolo del solo Dart Fener (nell'originale inglese Darth Vader), passò da allora a essere un titolo per tutti i membri della setta.
L'origine del nome "Sith" è da ricondurre allo scrittore Edgar Rice Burroughs e alle sue opere, ed è stato probabilmente adottato da Lucas per via della sua caratteristica fonetica.

## Storia
I Sith ebbero origine in tempi remoti, agli albori della Repubblica Galattica, quando un gruppo di Jedi iniziò a studiare e praticare il lato oscuro della Forza e venne per questo radiato dall'ordine ed esiliato. Col tempo la setta raccolse sempre più adepti e, mossa dal desiderio di accumulare potere, entrò più volte in conflitto con la Repubblica e con i suoi guardiani di pace, i Jedi, che divennero da allora i suoi nemici giurati. Questi scontri e le frequenti lotte interne per la supremazia indebolirono l'ordine, che fu infine sconfitto definitivamente dai Jedi un millennio prima degli eventi della trilogia prequel. A loro insaputa, tuttavia, Darth Bane sopravvisse e, istituita la "regola dei due", secondo la quale sarebbero da allora potuti coesistere solo due Sith, un maestro e un apprendista, perpetuò la setta nell'ombra per secoli.
Dopo aver assassinato il proprio maestro Darth Plagueis, il nuovo signore oscuro dei Sith Darth Sidious orchestra infine un piano per sterminare i Jedi e portare i Sith alla ribalta a dominare sulla galassia: a tal fine si cela dietro l'identità dell'innocuo senatore di Naboo Palpatine e, aiutato dai suoi allievi, tesse le sue trame nell'ombra per confondere e indebolire i suoi avversari e per accrescere progressivamente il suo rango politico. Nel 32 BBY, durante gli eventi de La minaccia fantasma, Palpatine sfrutta il suo apprendista Darth Maul per attaccare i Jedi e orchestra una crisi politica tra la Federazione dei Mercanti e il pianeta Naboo, che lo porta a essere eletto cancelliere supremo al posto dello sfiduciato Finis Valorum. Negli anni seguenti Sidious fomenta il malcontento all'interno della Repubblica Galattica, spingendo molti pianeti e sistemi a secedere e a formare la Confederazione dei Sistemi Indipendenti, con a capo il suo nuovo allievo Darth Tyranus, la quale ne L'attacco dei cloni e The Clone Wars entra in conflitto con la Repubblica nelle cosiddette guerre dei cloni. Per contrastare la crisi, Palpatine si attribuisce sempre più poteri straordinari, mentre i Jedi vengono coinvolti loro malgrado nel conflitto, uscendone logorati e impopolari. Ne La vendetta dei Sith il piano di Sidious giunge infine a compimento: egli assume il titolo di imperatore, dichiara i Jedi nemici della Repubblica ed emana l'ordine 66, portando i cloni a ribellarsi e a uccidere i loro generali Jedi in quella che passa alla storia come la Grande Purga Jedi.
Con l'istituzione dell'Impero Galattico, Sidious nelle vesti di imperatore e Dart Fener come suo allievo e braccio destro, i Sith regnano sulla galassia per una generazione, con solo l'Alleanza Ribelle e l'ultimo Jedi Luke Skywalker a contrastarli. Nel 4 ABY, durante gli eventi de Il ritorno dello Jedi, Sidious tenta infine di convertire Luke al lato oscuro come suo nuovo discepolo, ma il giovane resiste e, grazie al suo amore, riesce a far emergere il bene in suo padre Dart Fener, il quale si ribella al suo maestro e lo uccide, soccombendo poi alle sue ferite. Con la morte dei due, i Sith sembrano definitivamente eradicati, ma ne L'ascesa di Skywalker, ambientato nel 35 ABY, viene rivelato che Palpatine è riuscito a sopravvivere e progetta di ricostruire l'Impero dei Sith dei tempi antichi. Grazie all'aiuto combinato dei Jedi delle generazioni precedenti, Rey lo uccide, mettendo per sempre fine all'esistenza dei Sith.

## Caratteristiche

Darth Sidious, uno dei Sith più rappresentativi della serie di Guerre stellari, con il volto sfigurato dal lato oscuro e la tipica spada laser rossa dei Sith

I Sith sono un ordine di adepti della Forza devoti al lato oscuro. Essi abbracciano emozioni negative quali odio, aggressività e conflitto come strumenti per ottenere una crescita personale e purgare il mondo dai deboli e dagli indegni. La loro volontà di dominio li porta a desiderare il potere a ogni costo, ricorrendo alla forza, a manipolazioni, a sotterfugi e all'astuzia per ottenere i loro scopi. Guidati da egoismo, avarizia e vendetta, i Sith rifiutano invece l'altruismo, l'autocontrollo e la compassione, ritenendole attitudini che minano la loro costante ricerca di potere. Un'esposizione prolungata al lato oscuro causa nell'utilizzatore cambiamenti caratteriali e una perdita di umanità, moralità ed empatia, rendendo i Sith crudeli, sadici e violenti. Ai massimi livelli di saturazione del lato oscuro, i Sith possono anche riportare deformazioni o degradamenti fisici, come ad esempio il volto di Darth Sidious. Sebbene i Sith siano talmente invischiati nel lato oscuro da risultarvi completamente assuefatti, non tutti i membri della setta sono del tutto irrecuperabili, come dimostrato da Anakin Skywalker, che negli ultimi momenti della sua vita si redime e ripudia l'ordine e il suo alter ego Dart Fener.
La filosofia Sith ruota attorno alla sopravvivenza del più forte, e per questo se un individuo si rivela non abbastanza forte, scaltro o spietato per mantenere il potere sono incoraggiati anche reciproci assassinii e tradimenti. Per questa ragione, quando nell'epoca della Vecchia Repubblica l'ordine era ancora numeroso, le lotte interne erano una costante che minava i piani e l'efficacia della setta. Al fine di risolvere questa debolezza, Darth Bane istituì la regola dei due, un precetto secondo il quale nella galassia potevano esistere solo due Sith, un maestro, che detiene il potere, e un apprendista, che lo desidera. Quando un apprendista acquisisce sufficiente potere è in grado di rovesciare il proprio mentore, diventando il nuovo maestro e scegliendo a sua volta un nuovo allievo, assicurando così la sopravvivenza dell'ordine attraverso le generazioni. Come parziale deroga alla regola dei due, molti Sith istruiscono degli allievi, come ad esempio Asajj Ventress o Savage Opress, che però non vengono sempre identificati come Sith o come membri della setta. Il maestro e l'apprendista sono gli unici a potersi fregiare del titolo di "Signore dei Sith", e il maestro in particolare di "Signore Oscuro dei Sith". È inoltre tradizione che il signore oscuro, scegliendo il suo allievo, gli conferisca il titolo di "Darth" ed un nuovo nome, che rispecchi in qualche modo le caratteristiche personali del nuovo discepolo.
L'uso del lato oscuro della Forza, potenziato da emozioni quali odio, rabbia e aggressività, conferisce ai Sith poteri sovrumani, tra cui telepatia, precognizione e un generale aumento delle abilità fisiche. I membri della confraternita sono anche in grado di apprendere abilità da molti considerate innaturali. È il caso dei fulmini di Forza, potenti scariche di energia scagliate dalle mani e utilizzate per paralizzare, torturare e indebolire i propri nemici. Darth Sidious afferma inoltre che il suo maestro Darth Plagueis aveva una conoscenza tale della Forza da poter addirittura mettere un freno alla morte. I Sith sono versati nelle arti marziali ed eccellenti combattenti. La loro arma caratteristica è la spada laser dalla lama rossa, mentre il loro aspetto fisico è spesso minaccioso, reso ancora più cupo da abiti neri. Ulteriore caratteristica distintiva è il cambio di colore dell'iride negli occhi di molti individui: gialla bordata da increspature rosse.

## Universo espanso
Nell'Universo espanso di Guerre stellari la storia dei Sith ha origine attorno al 7 000 BBY, quando alcuni Jedi Oscuri iniziano a praticare il lato oscuro e vengono pertanto esiliati dall'ordine. Questi esuli approdano sul remoto pianeta Korriban, dove, grazie alle loro vaste conoscenze del lato oscuro, si impongono sulla popolazione locale dei sith, la elevano e vengono da questa venerati come divinità. Per secoli i due gruppi di esuli e di nativi si incrociano tra loro, tanto che col tempo il termine Sith passa a indicare indistintamente la razza originaria e i suoi potenti dominatori. Come narrato nel fumetto Le cronache dei Jedi, per due millenni l'Impero Sith prospera, fino a quando nel 5 000 BBY i Sith apprendono dell'esistenza della Repubblica Galattica e, nel tentativo di conquistarla, Naga Sadow lancia un'offensiva nota come grande guerra iperspaziale, che si conclude con una sconfitta e con la fine dell'Impero Sith. Le loro occulte arti magiche continuano però a essere tramandate in alcuni punti della galassia, come Korriban, Ziost, Yavin IV e Onderon, grazie a seguaci sopravvissuti, ad oscuri artefatti e agli spiriti di Naga Sadow e Freedon Nadd, che anche da morti continuano a fare proseliti. Mille anni dopo, infatti, i due Jedi decaduti Exar Kun e Ulic Qel-Droma vengono convertiti al lato oscuro e, con il supporto dei Mandaloriani e della setta Krath, scatenano una guerra ai danni della Repubblica e dei Jedi per rifondare l'Impero Sith, da cui escono però sconfitti.
Negli anni successivi i Sith rifondano più volte il loro ordine e sembrano sul punto di poter conquistare la galassia, ma sono sempre sconfitti dai Jedi o da lotte intestine. Nel videogioco Star Wars: Knights of the Old Republic, due Jedi decaduti diventano i nuovi signori dei Sith con i nomi di Darth Revan e Darth Malak. Quest'ultimo alla fine rovescia Revan e rifonda l'Impero Sith, tentando di conquistare la galassia grazie a un'antica arma dei rakata, la Star Forge, capace di assorbire l'energia di una stella per produrre armi da guerra e droidi da battaglia. Malak viene infine sconfitto da Revan, tornato al lato chiaro dopo aver perso la memoria ed essere nuovamente addestrato come cavaliere Jedi nel Praxeus di Dantooine. In Star Wars: Knights of the Old Republic II: The Sith Lords il testimone dei Sith è preso dal triumvirato composto da Darth Traya, Darth Nihilus e Darth Sion, mentre in Star Wars: The Old Republic, circa 300 anni dopo, è Vitiate a riesumare l'Impero Sith e a lanciare una nuova offensiva contro la Repubblica e i Jedi.
Nel millennio che va dal 2 000 al 1 000 BBY emergono due leader carismatici, Darth Ruin e Lord Kaan, i quali formano un nuovo ordine Sith, riuniscono i tanti seguaci frammentati sotto l'egida della Confraternita dell'Oscurità, e danno avvio alle nuove guerre Sith contro la Repubblica e i Jedi. L'evento è narrato nei romanzi Dark Forces: Jedi Knight e Star Wars - Darth Bane - Il sentiero della distruzione e nel fumetto Star Wars: Jedi vs. Sith. Anche in questo caso però i loro sogni di vittoria sono resi vani dal tradimento di un membro delle loro stessa fila; durante lo scontro decisivo su Ruusan, infatti, Darth Bane architetta una trappola in cui perdono la vita tutti i suoi compagni e buona parte dei Jedi, poi, ritenendo che la maggior debolezza dell'ordine sono proprio le lotte per il controllo assoluto del potere tra i vari signori, istituisce la regola dei due, in modo da assicurare la continuità dei Sith nell'ombra. Sebbene l'esistenza di Bane e della sua apprendista, Darth Zannah, nonché della regola alla fine diviene nota, il piano ha successo e la galassia ritiene la setta dei Sith estinta fino al 32 BBY.
Nell'Universo espanso la morte di Darth Sidious non segna la fine dei Sith, i quali continuano a esistere in altri ordini e forme. La prima a raccogliere l'eredità dei Sith è, nel fumetto Star Wars, Shira Brie, un'agente imperiale iniziata da Dart Fener allo studio del lato oscuro e nominatasi signora oscura dei Sith col nome di Lumiya all'indomani della morte di Sidious e Fener sulla Morte Nera II nel 4 ABY. Lumiya aderisce alla regola dei due di Bane e, nel suo tentativo di proseguire la tradizione dei Sith, prende diversi apprendisti tutti di breve durata, finché trova in Jacen Solo il suo degno erede. Nella serie di romanzi Legacy of the Force ambientata nel 40-41 ABY, Jacen, ex Jedi passato al lato oscuro, si nomina signore oscuro dei Sith con il nome di Darth Caedus e muove guerra all'Alleanza Galattica e ai Jedi scatenando la seconda guerra civile galattica. Nella seguente Fate of the Jedi, Luke Skywalker scopre l'esistenza di una tribù perduta dei Sith, che, come raccontato nella serie Lost Tribe of the Sith, è stata fondata da sopravvissuti dell'antico Impero Sith di Naga Sadow e si è sviluppata in isolamento sul remoto pianeta Kesh per millenni. Luke collabora con la tribù alla distruzione dell'entità oscura Abeloth.
In questo stesso periodo Darth Krayt fonda un nuovo ordine Sith, il One Sith, basato su un solo signore oscuro a capo di intere legioni di adepti. Egli passa il secolo successivo a rafforzare il suo potere, fino a quando, intorno al 130 ABY nel fumetto Star Wars: Eredità, i Sith sotto il suo comando escono allo scoperto e sconfiggono la Federazione Galattica, l'Impero Fel e gran parte dei Jedi. Il One Sith regna sulla galassia per sette anni, prima che venga sconfitto da tensioni interne e da una coalizione di avversari.